# Encyclia aenicta
Encyclia aenicta är en orkidéart som beskrevs av Robert Louis Dressler och Glenn E. Pollard. Encyclia aenicta ingår i släktet Encyclia och familjen orkidéer. Inga underarter finns listade i Catalogue of Life.